# Pterostoma anteromarginata
Pterostoma anteromarginata är en fjärilsart som beskrevs av Barend J. Lempke 1959. Pterostoma anteromarginata ingår i släktet Pterostoma och familjen tandspinnare. Inga underarter finns listade.